# Élisabeth Borne
Élisabeth Borne (Paris, 18 de abril de 1961) é uma política francesa, que foi primeira-ministra entre maio de 2022 e janeiro de 2024. Engenheira civil, funcionária pública e gerente de empresas estatais nos setores de transporte e construção civil, Borne atuou anteriormente como Ministra dos Transportes (de 2017 a 2019) e Ministra da Ecologia (de 2019 a 2020) no governo de Édouard Philippe. Entre 2020 e 2022, Borne liderou o Ministério do Trabalho, Emprego e Integração no Governo Castex. 
Em 16 de maio de 2022, assumiu o cargo de Primeira-ministra francesa após a renúncia de Castex, seguindo a tradição política após as eleições presidenciais francesas. Borne é a segunda mulher a ocupar o cargo após Edith Cresson, que serviu de 1991 a 1992. É membro dos partidos Renascimento e Territórios do Progresso.

## História
Elisabeth Borne é filha de um judeu que nasceu na Bélgica, membro da Resistência francesa contra o nazismo, Joseph Bornstein (1924-1972). Em 1950, tendo sobrevivido aos campos de concentração nazistas de Auschwitz e de Buchenwald, ele obteve a nacionalidade francesa e adotou o sobrenome Borne, usado por ele em seus falsos documentos na clandestinidade. Após a guerra, ele casou com Marguerite Lescène (1920-2015), farmacêutica em Livarot, no Calvados, e abriu um laboratório farmacêutico em Paris. Em 1972, ele se suicidou. Sua filha Elisabeth que tinha apenas 11 anos, tornou-se “Pupille de la Nation”, quer dizer órfã que beneficia de tutela do Estado, o que lhe garantiu bolsas de estudo durante toda a escolaridade. Este estatuto especial decorre do fato que seu pai era membro da Resistência.
Em 1981, ela foi aprovada por concurso na prestigiosa École polytechnique. Em seguida, ela cursou a École Nationale des Ponts et Chaussées e ao mesmo tempo o Master of Business Administration do Collège des Ingénieurs, que ela obteve em 1986.

## Percurso político
Elisabeth Borne começou sua carreira politica no âmbito da Esquerda, tendo sido conselheira de Lionel Jospin, Jack Lang, Ségolène Royal, Bertrand Delanoë. Ela também foi diretora da SNCF e da RATP. Ademais, em 2013, ela foi a primeira mulher nomeada Prefeita, termo que na França designa a pessoa depositária da autoridade do Estado em uma região.
Nas eleições presidências francesas de 2017, Elisabeth Borne juntou-se ao partido Renascimento e fez campanha desde o primeiro turno para Emmanuel Macron. Ela tornou-se, em maio, imediatamente após a vitória, Ministra dos Transportes; dois anos depois, em 2019, ela virou Ministra da Transição Ecológica e Solidária e, enfim, em 2020, Ministra do Trabalho, Emprego e Integração.
Em 2022, após a reeleição de Emmanuel Macron à presidência, ela foi nomeada em maio, Primeira-ministra da França.
Em 8 de janeiro de 2024, após um 2023 marcado por crises políticas provocadas por reformas altamente contestadas do sistema de pensões e leis de imigração, a Ministra pediu demissão do cargo de Primeira-ministra. A decisão foi anunciada pelo presidente Macron que disse: "Você implementou nosso projeto com a coragem, o comprometimento e a determinação das mulheres de Estado. De todo o coração, obrigado".

## Vida privada
Em 30 de junho de 1989, Elisabeth Borne casou-se com Olivier Allix. Desta união nasceu em 1995, um menino, Nathan. O casal se divorciou em 17 de dezembro de 2008.